# Río Campo (Äquatorialguinea)
Río Campo ist eine Stadt an der Mündung des gleichnamigen Río Campo in Äquatorialguinea. Zusammen mit Ilende und Eyabe ist sie die nördlichste Stadt auf dem Festlandteil von Äquatorialguinea. Der Río Campo verläuft nämlich weit nach Norden und bildet eine Art Landzunge, auf der der Ort liegt. Der Rio Campo bildet aber auch die Grenze zum benachbarten Kamerun. Er mündet zwischen Río Campo in Äquatorialguinea und Campo in die Baie Campo, eine Bucht des Atlantiks.

## Geographie
Die Stadt ist im Westen vom Atlantik und im Westen und Südwesten vom Río Campo begrenzt. Im Süden schließt sich außer Ilende und Eyabe Punta Lilende an. Eine Küstenstraße führt nach Buabe zum nordwestlichsten Punkt des Festlandsteiles.

## Klima
Nach dem Köppen-Geiger-System zeichnet sich Río Campo durch ein tropisches Klima mit der Kurzbezeichnung Am aus.